# Ágústa Eva Erlendsdóttir
Ágústa Eva Erlendsdóttir, född 28 juli 1982 i Reykjavik, är en isländsk sångare och skådespelare. Hon är bland annat känd för att ha spelat Silvía Night i serien The Silvia Night Show. I filmen Brottsplats Jar City, baserad på Arnaldur Indriðasons bok Glasbruket, spelar hon polisen Erlendurs dotter Eva Lind. Ágústa har varit med i musikgruppen Ske och under 2005 slog hon igenom som soloartist på Island. Hon tävlade för sitt hemland i semifinalen för Eurovision Song Contest 2006 med låten "Congratulations", men tog sig inte vidare till final.
Hon är även rösten till Elsa i den isländska dubbningen av Disney's Frost-filmer.